# Луцій Емілій Барбула
Луцій Емілій Барбула (лат. Lucius Aemilius Barbula) — давньоримський політик, державний і військовий діяч Римської республіки, консул 281 року до н. е.

## Життєпис
Походив з патриціанського роду Еміліїв. Його батьком був Квінт Емілій Барбула, консул 317 та 311 років до н. е.
У 281 до н. е. обрано консулом разом з Квінтом Марцієм Філіппом. 
Був головнокомандувачем римською армією під час війн із самнітами. Напав на Тарентум (сучасне Таранто), який просив про допомогу Пірра Епірського, завдавши поразки луканам та мессапіям, а потім спустошив околиці Таренту. У 280 р. до н. е. нагороджений тріумфом за перемогу над Тарентумом і Самніумом. 
У 269 до н. е. обрано цензором разом з Квінтом Марцієм Філіппом.
З того часу згадок про подальшу долю Луція Емілія Барбули немає. 

## Родина
- Син Марк Емілій Барбула, консул 230 року до н. е.